# Balanometra
Balanometra is een geslacht van haarsterren uit de familie Antedonidae.

## Soort
- Balanometra balanoides (Carpenter, 1888)